# Nemoria winniae
Nemoria winniae là một loài bướm đêm trong họ Geometridae.